# Muittalus sámid birra : En bok om lapparnas liv
Muittalus sámid birra : En bok om lapparnas liv är en bok av Johan Turi med illustrationer av författaren. Boken  gavs först ut på nordsamiska 1910, och samma år i dansk översättning under titeln Muittalus samid birra: En Bog om Lappernes Liv . År 1912 kom den svenska översättningen ut.

## Tillkomst och utgivning
Johan Olofsson Turi föddes 10 mars 1854 i Kautokeino i  Finnmark fylke i Norge. Han var fjällsame och levde hela sitt liv som nomad och färdades med renhjorden i ödemarken. Turi närde en idé om ett uppslagsverk om den del av samernas historia och det liv som han kände. Han började skriva på finska eftersom han ansåg att samiskan var ett för obetydligt språk, men återgick snart till sitt modersmål norsklapska, vad som idag kallas nordsamiska.
År 1904 lärde han känna den danska författarinnan Emilie Demant-Hatt, som ville leva ett år tillsammans med fjällsamerna. Turi hjälpte henne att förverkliga denna önskan, och i utbyte lovade hon att hjälpa honom med bokprojektet.
År 1909 samlade Demant-Hatt Turis anteckningsböcker och lösa papper till ett manuskript, vilket först överlämnades till språkforskaren Konrad Nielsen för reformering av stavningen och därefter till disponenten Hjalmar Lundbohm, som tog hand om utgivningen av Muittalus samid birra : En Bog om Lappernes Liv. Två år senare översatte fil.kand. Sven Karlén originalet, som reviderades av professorn i finsk-ugriska språk Karl Bernhard Wiklund och gavs ut 1912 av Hjalmar Lundbohm och Nordiska Bokhandeln som Muittalus sámid birra : En bok om lapparnas liv.
Under andra halvan av 1900-talet har boken utkommit på tolv språk, bland annat engelska, tyska och franska.

## Innehåll
"Jag är en lapp, som har sysslat med allt lapp-arbete och jag känner lapparnas förhållanden." Så inleder Johan Turi sin bok som är uppdelade i åtta kapitel, därtill anmärkningar och 14 planscher. De äldsta berättelserna om lapparna, Fjällens folk, Kautokeino och Berättelse om Lapplands okända djur, är några exempel på kapitelrubriker. Boken är likt Bondepraktikan en handbok i traditioner, överlevnad, kultur och karaktärer. Fångstlära, jojkning, nåjder och samisk läkekonst tillhör några andra intressanta delar.